# Лачинов, Пётр Андрианович
 Пётр Андриа́нович Лачи́нов  (1792—1855) — государственный деятель Российской империи, статский советник, губернатор Олонецкой губернии. Происходил из старинного русского дворянского рода Лачиновых.

## Биография
Происходил из дворян Тамбовской губернии.
В 1820-х годах служил советником в Адмиралтейств-коллегии, участвовал в приёмке орудий Александровского пушечно-литейного завода.
В 1825 году приобрёл имение в Бесовце под Петрозаводском, построил вододействующий лесозавод в устье реки Шуя, открыл лесную биржу на Выборгской стороне Санкт-Петербурга.
14 ноября 1827 года назначен губернатором Олонецкой губернии в чине статского советника.
24 марта 1829 года, по итогам сенатского расследования, «…удалён от должности за допущенные беспорядки по губернскому правлению».
После увольнения занимался лесопромышленной деятельностью.
Похоронен на Зарецком кладбище Петрозаводска.

## Семья
- дочь Александра (род. 1816), в замужестве Стахиева
- сын Андриан (род. 1838), лесопромышленник и строительный подрядчик